# جيمس ماكنتوش
السير جيمس ماكنتوش زميل الجمعية الملكية والجمعية الملكية لإدنبرة (أكتوبر 1765 - 30 مايو 1832) كان فقيهًا إسكتلنديًا وسياسيًا يمينيًا ومؤرخًا يمينيًا. وشملت دراساته وتعاطفه العديد من الاهتمامات. وقد جرى تدريبه كطبيب ومحامٍ، وعمل أيضًا كصحفي وقاضٍ وإداري وأستاذ وفيلسوف وسياسي.

## النشأة
ولد ماكنتوش في ألدوري على بعد 7 أميال من إنفرنيس، وهو ابن الكابتن جون ماكنتوش من كيلاتشي (كيلاتشي بالقرب من توماتين في إنفرنيس شاير). وكانت والدته مارجوري ماكغليفري ابنة ألكسندر ماكغليفري وزوجته آن فريزر، التي كانت أخت العميد سيمون فريزر من بالنين. وكان والداه من عائلات المرتفعات القديمة. وقد توفيت والدته حين كان طفلا، وكان والده يسافر إلى الخارج في كثير من الأحيان، وذلك بسبب حرب السنوات السبع بشكل أساسي، حيث أصيب في عام 1761 في معركة فيلينغهاوزن.
ربته جدته، ودرس في أكاديمية مدرسة فورتروز. وفي سن الثالثة عشرة أعلن نفسه يمينيًا، وأثناء اللعب أقنع أصدقاءه بالانضمام إليه في مناظرات على غرار مناظرات مجلس العموم.
ذهب في عام 1780 إلى كلية كينغز في جامعة أبردين، حيث أصبح صديقًا لروبرت هول لبقية حياته والذي أصبح فيما بعد واعظًا شهيرًا. وفي عام 1784 بدأ دراسة الطب في جامعة إدنبرة. وشارك بشكل كامل في فترة الهياج الفكري، وأصبح صديقًا لبنجامين كونستانت، لكنه لم يهمل دراساته الطبية تمامًا وحصل على شهادته في عام 1787.
في عام 1788 انتقل ماكنتوش إلى لندن، ثم انزعج من محاكمة وارين هاستينغز التي كانت الزلة الأولى في طريق جنون جورج الثالث. وقد كان مهتمًا بهذه الأحداث السياسية وغيرها أكثر من اهتمامه بآفاقه المهنية. وكان أيضًا عضوًا مؤسسًا لجمعية منع القسوة على الحيوانات (لاحقًا الجمعية الملكية لمنع القسوة على الحيوانات أر إس بّي سي إيه).

## الثورة الفرنسية
سرعان ما انغمس ماكنتوش في الثورة الفرنسية التي كانت قضية العصر. وفي أبريل من عام 1791 بعد تأمل طويل نشر كتابه الانتقام الفرنسي: دفاع عن الثورة الفرنسية والإنجليز المعجبين بها، ردًا على كتاب إدموند بيرك تأملات حول الثورة في فرنسا. وقد وضع الكتاب المؤلف في مقدمة ناشري الدعاية الأوروبيين، وأكسبه صداقة بعض أبرز الرجال في ذلك الوقت. وكان نجاح كتاب الانتقام الفرنسي ما دفعه أخيرًا إلى التخلي عن الطب من أجل مهنة المحاماة. وجرى استدعاؤه إلى نقابة المحامين عام 1795 واكتسب شهرة كبيرة هناك بالإضافة إلى مهنته الجيدة.
كان كتاب الانتقام الفرنسي هو حكم الليبرالي الفلسفي على تطور الثورة الفرنسية حتى ربيع عام 1791. وقد أجبرته تجاوزات الثوريين بعد بضع سنوات على معارضتهم والاتفاق مع بيرك، لكن دفاعه السابق عن حقوق الإنسان هو بيان قيم لوجهة نظر اليميني المثقف في ذلك الوقت. وكان ماكنتوش أول من رأى أن كتاب التأملات لبيرك «بيان للثورة المضادة».
وصف تشارلز جيمس فوكس كتاب ماكنتوش بأنه الكتاب الذي كان عادلًا حول الثورة الفرنسية، وفضله على بيرك وتوماس بين. وبعد كتاب بين حقوق الإنسان، كان كتاب ماكنتوش هو الرد الأكثر نجاحًا على بيرك، وأعتبره كاتب سيرة حياة بيرك إف بّي لوك «أحد أفضل الردود على بيرك، ويتفوق في بعض النواحي على كتاب حقوق الإنسان».
ادعى الشاعر توماس كامبل أنه لولا كتاب ماكنتوش لانتشرت آراء بيرك المناهضة للثورة بين الطبقات المتعلمة في العالم، وأنه ضمن من خلاله أن يصبح «رسول الليبرالية».